# (1403) Idelsonia
(1403) Idelsonia ist ein Asteroid des Hauptgürtels, der am 13. August 1936 vom russischen Astronomen Grigori Nikolajewitsch Neuimin in Simejis entdeckt wurde.
Der Asteroid ist nach dem russischen Astronomen Naum Iljitsch Idelson benannt.